# 彼得呂斯·拉米斯

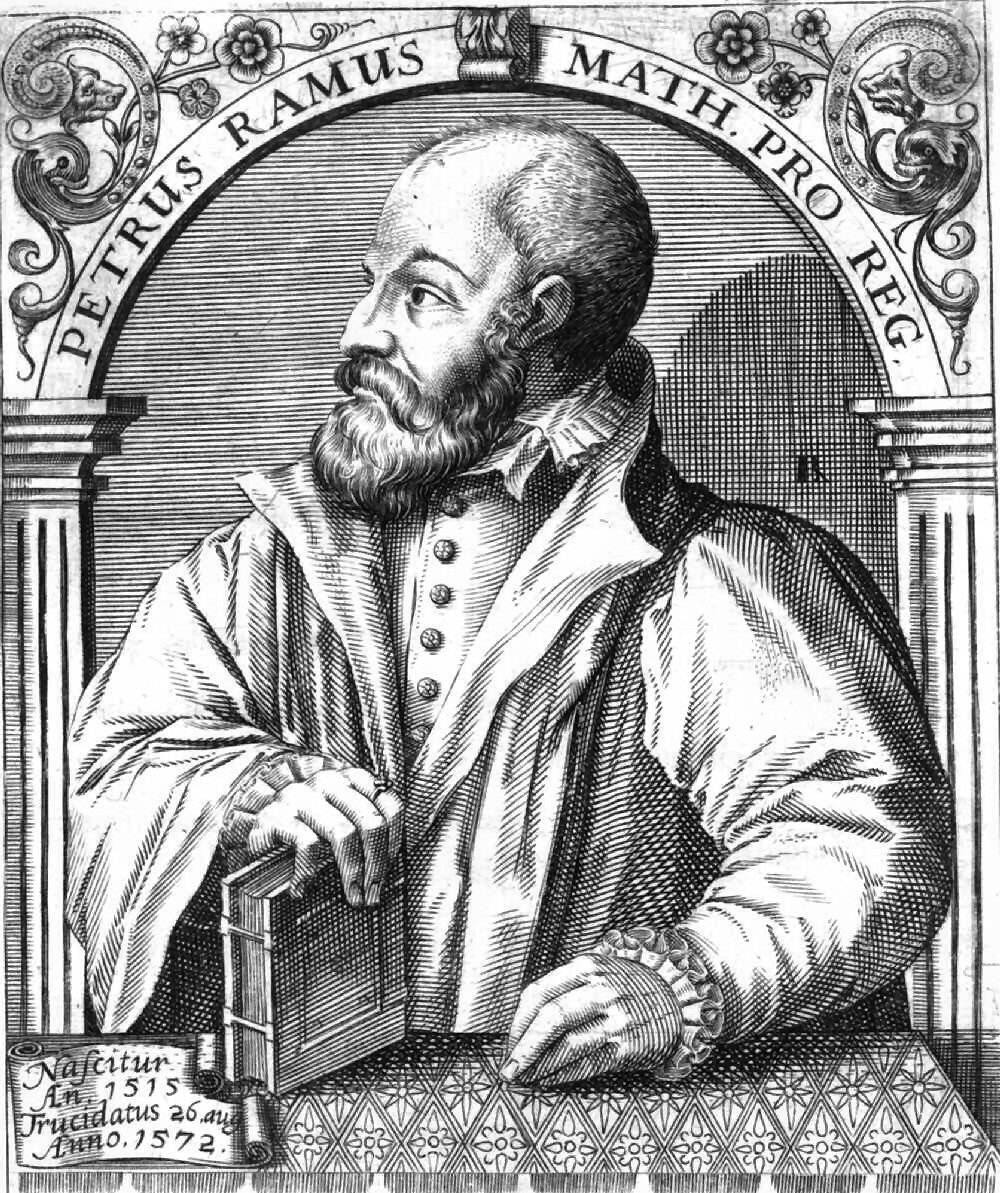
彼得呂斯·拉米斯畫像

彼得呂斯·拉米斯（法語：Petrus Ramus，1515年—1572年8月26日）又名皮埃爾·德拉拉梅（法語：Pierre de la Ramée）是法國男人文主義學家、邏輯學家、哲學家、教育改革者。他在1572年發生的圣巴多罗买大屠杀中被殺。

## 傳記
彼得呂斯·拉米斯在法國皮卡第大區出生，貴族出身，但家境貧困。他父親是農夫，曾祖父是燒木炭工人。拉米斯在12歲時到納瓦拉書院（Collège de Navarre）當富裕學生的僕人，雙手沒有停過，直至夜晚才讀書。

## 著作

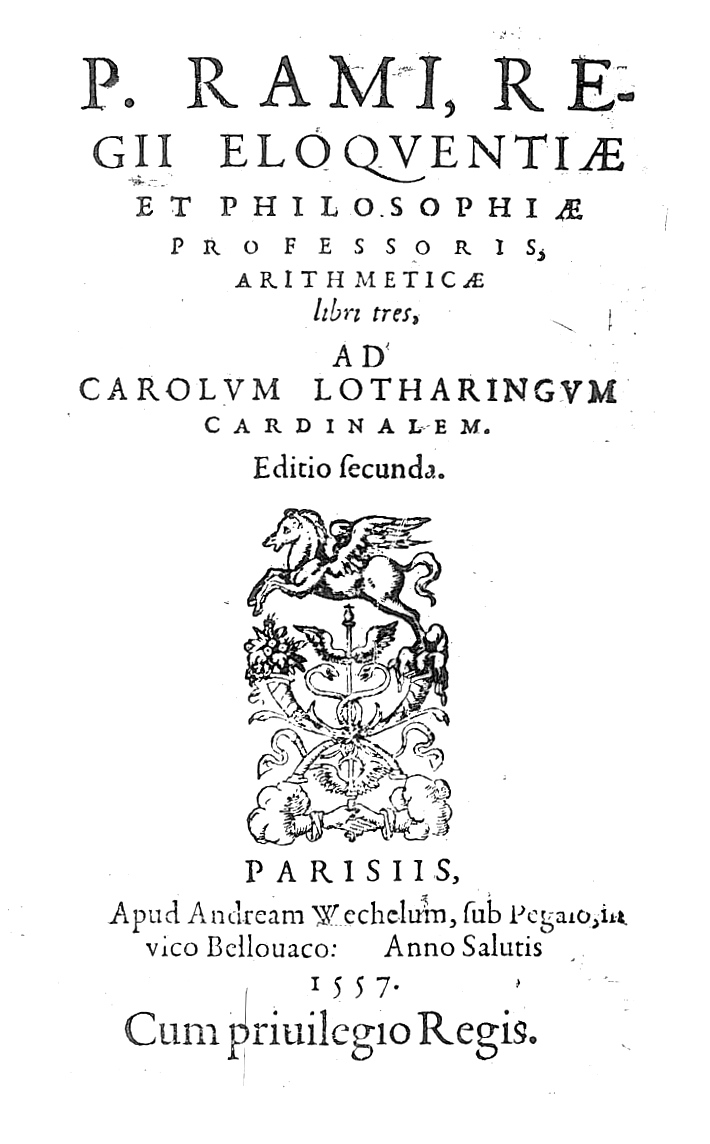
Arithmeticae libri tres, 1557

- 《Advertissement sur la réformation de l'université de Paris, au Roy, Paris》（1562年）
- 《Aristotelicae Animadversiones》（1543年）
- 《Arithmétique》（1555年）
- 《Brutinae questiones》（1547年）
- 《Commentariorum de religione christiana》（1576年在法蘭克福出版）
- 《De moribus veterum Gallorum》（1559年在巴黎初版，1572年在巴塞爾再版）
- 《De militia C.J. Cæsaris》
- 《Dialectique》（1550年初版，1556年修訂重印）
- 《Rhetoricae distinctiones in Quintilianum》（1549年）
- 《Scolae physicae, metaphysicae, mathematicae》（1565年、1566年、1578年）
- 《Three grammars: Grammatica latina》（1548年）
- 《Three grammars:Grammatica Graeca》（1560年）
- 《Three grammars:Grammaire Française》（1562年）